# Makszim Mikalajevics Mirni
Makszim „Max” Mikalajevics Mirni (belaruszul: Максім Мікалаевіч Мірны, oroszul: Максим Николаевич Мирный [Makszim Nyikolajevics Mirnij]; Minszk, 1977. július 6. –) olimpiai bajnok belarusz hivatásos teniszező.
Legjobb eredményeit párosban érte el: 36 ATP-tornát nyert meg, köztük 4 Grand Slam-tornát: US Open: 2000, 2002; Roland Garros: 2005, 2006. Vegyes párosban 3 Grand Slam-tornát nyert. Egyéniben a legjobb eredménye egy Grand Slam-negyeddöntő és 1 ATP-tornagyőzelem. 2004-ben a Davis-kupa döntőjéig vezette hazáját, amiért az ország legmagasabb kitüntetésében részesítette Lukasenka elnök.

## Grand Slam-döntői

### Páros

#### Győzelmei (4)
| Év   | Helyszín      | Partner        | Ellenfelek a döntőben       | Eredmény a döntőben |
| 2000 | US Open       | Lleyton Hewitt | Ellis Ferreira / Rick Leach | 6–3, 5–7, 7–6(5)    |
| 2002 | US Open       | Mahes Bhúpati  | Jiří Novák / Radek Štěpánek | 6–3, 3–6, 6–4       |
| 2005 | Roland Garros | Jonas Björkman | Bob Bryan / Mike Bryan      | 2–6, 6–1, 6–4       |
| 2006 | Roland Garros | Jonas Björkman | Bob Bryan / Mike Bryan      | 6–7(5), 6–4, 7–5    |

#### Elveszített döntői (4)
| Év   | Helyszín        | Partner        | Ellenfelek a döntőben            | Eredmény a döntőben |
| 2003 | Wimbledon       | Mahes Bhúpati  | Jonas Björkman / Todd Woodbridge | 6–3, 6–4            |
| 2005 | US Open         | Jonas Björkman | Bob Bryan / Mike Bryan           | 6–1, 6–4            |
| 2006 | US Open         | Jonas Björkman | Martin Damm / Lijendar Pedzs     | 6–7(5), 6–4, 6–3    |
| 2007 | Australian Open | Jonas Björkman | Bob Bryan / Mike Bryan           | 7–5, 7–5            |

### Vegyes páros

#### Győzelmei (3)
| Év   | Helyszín  | Partner            | Ellenfelek a döntőben                | Eredmény a döntőben |
| 1998 | Wimbledon | Serena Williams    | Mahes Bhúpati / Mirjana Lučić        | 6–4, 6–4            |
| 1998 | US Open   | Serena Williams    | Patrick Galbraith / Lisa Raymond     | 6–2, 6–2            |
| 2007 | US Open   | Viktorija Azaranka | Lijendar Pedzs / Meghann Shaughnessy | 6–4, 7–6(6)         |

#### Elveszített döntői (3)
| Év   | Helyszín        | Partner            | Ellenfelek a döntőben                  | Eredmény a döntőben |
| 1999 | Australian Open | Serena Williams    | David Adams / Mariaan de Swardt        | 6–4, 4–6, 7–6(5)    |
| 2000 | US Open         | Anna Kurnyikova    | Jared Palmer / Arantxa Sánchez Vicario | 6–4, 6–3            |
| 2007 | Australian Open | Viktorija Azaranka | Daniel Nestor / Jelena Lihovceva       | 6–4, 6–4            |

## ATP-döntői

### Egyéni

#### Győzelmei (1)
| Összesítés                                            | Összesítés |
| ----------------------------------------------------- | ---------- |
| Grand Slam-torna                                      | (0)        |
| ATP World Tour Masters 1000 / ATP Masters Series      | (0)        |
| ATP World Tour 500 Series / International Series Gold | (1)        |
| ATP World Tour 250 Series / International Series      | (0)        |
| ATP World Tour Finals / Tennis Masters Cup            | (0)        |

|   | Dátum             | Torna                                       | Borítás    | Ellenfél a döntőben | Eredmény a döntőben |
| 1 | 2003. február 17. | ABN AMRO World Tennis Tournament, Rotterdam | Kemény (f) | Raemon Sluiter      | 7–6(3), 6–4         |

### Elvesztett döntői (3)
|   | Dátum             | Torna                                        | Borítás     | Ellenfél a döntőben | Eredmény a döntőben |
| 1 | 2001. október 22. | Masters Series Stuttgart, Stuttgart          | Szőnyeg (f) | Tommy Haas          | 2–6, 2–6, 2–6       |
| 2 | 2005. február 21. | Regions Morgan Keegan Championships, Memphis | Kemény (f)  | Kenneth Carlsen     | 5–7, 5–7            |
| 3 | 2005. június 20.  | Nottingham Open, Nottingham                  | Fű          | Richard Gasquet     | 2–6, 3–6            |

### Páros

#### Győzelmei (36)
| Összesítés                                            | Összesítés |
| ----------------------------------------------------- | ---------- |
| Grand Slam-torna                                      | (4)        |
| ATP World Tour Masters 1000 / ATP Masters Series      | (14)       |
| ATP World Tour 500 Series / International Series Gold | (4)        |
| ATP World Tour 250 Series / International Series      | (13)       |
| ATP World Tour Finals / Tennis Masters Cup            | (1)        |

|    | Dátum                | Torna                               | Borítás     | Partner           | Ellenfelek a döntőben               | Eredmény a döntőben  |
| 1  | 1997. február 3.     | Shanghai Open, Sanghaj              | Szőnyeg (f) | Kevin Ullyett     | Tomas Nydahl / Stefano Pescosolido  | 7–6, 6–7, 7–5        |
| 2  | 1999. február 8.     | Open 13, Marseille                  | Kemény (f)  | Andrej Olhovszkij | David Adams / Pavel Vízner          | 7–5, 7–6(7)          |
| 3  | 1999. március 8.     | Copenhagen Open, Koppenhága         | Szőnyeg (f) | Andrej Olhovszkij | Marc-Kevin Göllner / David Prinosil | 6–7(5), 7–6(4), 6–1  |
| 4  | 1999. május 10.      | Delray Beach ITC, Delray Beach      | Salak       | Nenad Zimonjić    | Doug Flach / Brian MacPhie          | 7–6(3), 3–6, 6–3     |
| 5  | 1999. október 18.    | Singapore Open, Szingapúr           | Szőnyeg (f) | Martin Damm       | Rodolphe Gilbert / Lionel Roux      | 6–3, 6–4             |
| 6  | 2000. január 10.     | Qatar ExxonMobil Open, Doha         | Kemény      | Mark Knowles      | Alex O'Brien / Jared Palmer         | 6–3, 6–4             |
| 7  | 2000. szeptember 11. | US Open, New York                   | Kemény      | Lleyton Hewitt    | Ellis Ferreira / Rick Leach         | 6–4, 5–7, 7–6(5)     |
| 8  | 2000. november 20.   | Paris Masters, Párizs               | Szőnyeg (f) | Nicklas Kulti     | Paul Haarhuis / Daniel Nestor       | 7–6(6), 7–5          |
| 9  | 2001. október 8.     | Kreml Kupa, Moszkva                 | Szőnyeg (f) | Sandon Stolle     | Mahes Bhúpati / Jeff Tarango        | 6–3, 6–0             |
| 10 | 2001. október 22.    | Masters Series Stuttgart, Stuttgart | Szőnyeg (f) | Sandon Stolle     | Ellis Ferreira / Jeff Tarango       | 7–6(3), 6–3          |
| 11 | 2002. február 25.    | ABN AMRO WTT, Rotterdam             | Kemény (f)  | Roger Federer     | Mark Knowles / Daniel Nestor        | 4–6, 6–3, 10-4       |
| 12 | 2002. szeptember 9.  | US Open, New York                   | Kemény      | Mahes Bhúpati     | Jiří Novák / Radek Štěpánek         | 6–3, 3–6, 6–4        |
| 13 | 2002. október 7.     | Kreml Kupa, Moszkva                 | Szőnyeg (f) | Roger Federer     | Joshua Eagle / Sandon Stolle        | 6–4, 7–6(0)          |
| 14 | 2003. március 31.    | Miami Masters, Miami                | Kemény      | Roger Federer     | Lijendar Pedzs / David Rikl         | 7–5, 6–3             |
| 15 | 2003. április 14.    | Estoril Open, Estoril               | Salak       | Mahes Bhúpati     | Lucas Arnold Ker / Mariano Hood     | 6–1, 6–2             |
| 16 | 2003. április 21.    | Monte Carlo Masters, Monte-Carlo    | Salak       | Mahes Bhúpati     | Michaël Llodra / Fabrice Santoro    | 4–6, 7–5, 6–2        |
| 17 | 2003. augusztus 11.  | Canada Masters, Montréal            | Kemény      | Mahes Bhúpati     | Jonas Björkman / Todd Woodbridge    | 4–1 feladták         |
| 18 | 2003. október 6.     | Kreml Kupa, Moszkva                 | Szőnyeg (f) | Mahes Bhúpati     | Wayne Black / Kevin Ullyett         | 6–3, 7–5             |
| 19 | 2003. október 20.    | Madrid Masters, Madrid              | Kemény (f)  | Mahes Bhúpati     | Wayne Black / Kevin Ullyett         | 6–2, 2–6, 6–3        |
| 20 | 2004. május 10.      | Rome Masters, Róma                  | Salak       | Mahes Bhúpati     | Wayne Arthurs / Paul Hanley         | 1–6, 6–4, 7–6(1)     |
| 21 | 2005. április 4.     | Miami Masters, Miami                | Kemény      | Jonas Björkman    | Wayne Black / Kevin Ullyett         | 6–1, 6–2             |
| 22 | 2005. május 16.      | Hamburg Masters, Hamburg            | Salak       | Jonas Björkman    | Michaël Llodra / Fabrice Santoro    | 6–2, 6–3             |
| 23 | 2005. június 6.      | Roland Garros, Párizs               | Salak       | Jonas Björkman    | Bob Bryan / Mike Bryan              | 2–6, 6–1, 6–4        |
| 24 | 2005. augusztus 22.  | Cincinnati Masters, Cincinnati      | Kemény      | Jonas Björkman    | Wayne Black / Kevin Ullyett         | 6–4, 5–7, 6–2        |
| 25 | 2005. október 17.    | Kreml Kupa, Moszkva                 | Szőnyeg (f) | Mihail Juzsnij    | Igor Andrejev / Nyikolaj Davigyenko | 5-1, 5-1             |
| 26 | 2006. január 9.      | Qatar ExxonMobil Open, Doha         | Kemény      | Jonas Björkman    | Christophe Rochus / Olivier Rochus  | 2–6, 6–3, 10–8       |
| 27 | 2006. április 3.     | Miami Masters, Miami                | Kemény      | Jonas Björkman    | Bob Bryan / Mike Bryan              | 6–4, 6–4             |
| 28 | 2006. április 24.    | Monte Carlo Masters, Monte-Carlo    | Salak       | Jonas Björkman    | Fabrice Santoro / Nenad Zimonjić    | 3–6, 6–3, [10–7]     |
| 29 | 2006. június 12.     | Roland Garros, Párizs               | Salak       | Jonas Björkman    | Bob Bryan / Mike Bryan              | 6–7(5), 6–4, 7–5     |
| 30 | 2006. június 24.     | Mercedes Cup, Stuttgart             | Salak       | Gastón Gaudio     | Yves Allegro / Robert Lindstedt     | 7–5, 6–7(4), [12–10] |
| 31 | 2006. augusztus 21.  | Cincinnati Masters, Cincinnati      | Kemény      | Jonas Björkman    | Bob Bryan / Mike Bryan              | 3–6, 6–3, [10–7]     |
| 32 | 2006. november 20.   | Tennis Masters Cup, Sanghaj         | Kemény (f)  | Jonas Björkman    | Mark Knowles / Daniel Nestor        | 6–2, 6–4             |
| 33 | 2007. október 14.    | Stockholm Open, Stockholm           | Kemény      | Jonas Björkman    | Arnaud Clément / Michaël Llodra     | 6–4, 6–4             |
| 34 | 2008. február 24.    | Delray Beach ITC, Delray Beach      | Kemény      | Jamie Murray      | Bob Bryan / Mike Bryan              | 6–4, 3–6, [10–6]     |
| 35 | 2008. október 19.    | BA-CA TennisTrophy, Bécs            | Kemény (f)  | Andi Rám          | Philipp Petzschner / Alexander Peya | 6–1, 7–5             |
| 36 | 2009. április 4.     | Miami Masters, Miami                | Kemény      | Andi Rám          | Ashley Fisher / Stephen Huss        | 6–7(4), 6–2, [10–7]  |

#### Elvesztett döntői (27)
|    | Dátum                | Torna                               | Borítás     | Partner                | Ellenfelek a döntőben               | Eredmény a döntőben    |
| 1  | 1997. október 6.     | Adidas Open, Toulouse               | Kemény (f)  | Jean-Philippe Fleurian | Jacco Eltingh / Paul Haarhuis       | 3–6, 6–7               |
| 2  | 1998. április 13.    | Chennai Open, Csennai               | Kemény      | Olivier Delaitre       | Mahes Bhúpati / Lijendar Pedzs      | 7–6, 3–6, 2–6          |
| 3  | 2000. május 8.       | BMW Open, München                   | Salak       | Nenad Zimonjić         | David Adams / John-Laffnie de Jager | 4–6, 4–6               |
| 4  | 2000. augusztus 21.  | Indianapolis TC, Indianapolis       | Kemény      | Jonas Björkman         | Lleyton Hewitt / Sandon Stolle      | 6–7(3), 6–4, 6–7(3)    |
| 5  | 2001. június 18.     | Gerry Weber Open, Halle             | Fű          | Patrick Rafter         | Daniel Nestor / Sandon Stolle       | 4–6, 7–6(5), 1–6       |
| 6  | 2002. február 4.     | Internazionali di Lombardia, Milánó | Szőnyeg (f) | Julien Boutter         | Karsten Braasch / Andrej Olhovszkij | 6–3, 6–7(5), 10–12     |
| 7  | 2002. február 18.    | Open 13, Marseille                  | Kemény (f)  | Julien Boutter         | Arnaud Clément / Nicolas Escudé     | 4–6, 3–6               |
| 8  | 2002. március 18.    | Indian Wells Masters, Indian Wells  | Kemény      | Roger Federer          | Mark Knowles / Daniel Nestor        | 4–6, 4–6               |
| 9  | 2002. június 17.     | Queen’s Club Championships, London  | Fű          | Mahes Bhúpati          | Wayne Black / Kevin Ullyett         | 6–7(5), 6–3, 3–6       |
| 10 | 2002. augusztus 12.  | Cincinnati Masters, Cincinnati      | Kemény      | Mahes Bhúpati          | James Blake / Todd Martin           | 5–7, 3–6               |
| 11 | 2002. augusztus 19.  | Indianapolis TC, Indianapolis       | Kemény      | Mahes Bhúpati          | Mark Knowles / Daniel Nestor        | 6–4, 6–7(3), 4–6       |
| 12 | 2002. október 21.    | Madrid Masters, Madrid              | Kemény (f)  | Mahes Bhúpati          | Mark Knowles / Daniel Nestor        | 4–6, 3–6               |
| 13 | 2002. január 6.      | NG Adelaide International, Adelaide | Kemény      | Jeff Morrison          | Jeff Coetzee / Chris Haggard        | 6–2, 4–6, 6–7(7)       |
| 14 | 2003. február 24.    | ABN AMRO WTT, Rotterdam             | Kemény (f)  | Roger Federer          | Wayne Arthurs / Paul Hanley         | 6–7(4), 2–6            |
| 15 | 2003. május 19.      | Hamburg Masters, Hamburg            | Salak       | Mahes Bhúpati          | Mark Knowles / Daniel Nestor        | 4–6, 4–6               |
| 16 | 2003. június 16.     | Queen’s Club Championships, London  | Fű          | Mahes Bhúpati          | Mark Knowles / Daniel Nestor        | 3–6, 4–6               |
| 17 | 2003. július 7.      | Wimbledon, Wimbledon                | Fű          | Mahes Bhúpati          | Jonas Björkman / Todd Woodbridge    | 6–3, 3–6, 6–7(4), 3–6  |
| 18 | 2003. október 13.    | BA-CA TennisTrophy, Bécs            | Kemény (f)  | Mahes Bhúpati          | Yves Allegro / Roger Federer        | 6–7(7), 5–7            |
| 19 | 2004. augusztus 2.   | Canada Masters, Montréal            | Kemény      | Jonas Björkman         | Mahes Bhúpati / Lijendar Pedzs      | 6–7(2), 2–6            |
| 20 | 2005. június 13.     | Queen’s Club Championships, London  | Fű          | Jonas Björkman         | Bob Bryan / Mike Bryan              | 7–6(4), 6–7(2), 6–7(4) |
| 21 | 2005. szeptember 12. | US Open, New York                   | Kemény      | Jonas Björkman         | Bob Bryan / Mike Bryan              | 1–6, 4–6               |
| 22 | 2005. október 31.    | St. Petersburg Open, Szentpétervár  | Szőnyeg (f) | Jonas Björkman         | Julian Knowle / Jürgen Melzer       | 6–4, 5–7, 5–7          |
| 23 | 2006. június 19.     | Queen’s Club Championships, London  | Fű          | Jonas Björkman         | Paul Hanley / Kevin Ullyett         | 4–6, 6–7(5)            |
| 24 | 2006. szeptember 11. | US Open, New York                   | Kemény      | Jonas Björkman         | Martin Damm / Lijendar Pedzs        | 7–6(5), 4–6, 3–6       |
| 25 | 2007. január 29.     | Australian Open, Melbourne          | Kemény      | Jonas Björkman         | Bob Bryan / Mike Bryan              | 5–7, 5–7               |
| 26 | 2008. október 26.    | St. Petersburg Open, Szentpétervár  | Szőnyeg (f) | Rohan Bopanna          | Filip Polášek / Travis Parrott      | 6–3, 6–7(4), [8–10]    |
| 27 | 2009. március 21.    | Indian Wells Masters, Indian Wells  | Kemény      | Andi Rám               | Mardy Fish / Andy Roddick           | 6–3, 1–6, 12–14        |